# Evropská agentura pro životní prostředí

EEA - členské a spolupracující státy

Evropská agentura pro životní prostředí (EEA) je speciální agentura Evropské unie, která je zodpovědná za oblast životního prostředí. EEA sídlí v dánské Kodani a v současnosti má 33 členských států, včetně České republiky. Jedná se o všechny členské státy EU a dále o Island, Lichtenštejnsko, Norsko, Švýcarsko a Turecko. EEA má dále navázány kooperační dohody s balkánskými státy: Albánie, Bosna a Hercegovina, Černá Hora, Kosovo, Severní Makedonie, a Srbsko.
Byla založena na základě rozhodnutí EU přijatého v roce 1990. Vlastní činnost agentury byla zahájena v roce 1994. Jejím posláním je podporovat udržitelný rozvoj v Evropě. Náplní její práce je shromažďovat, třídit a analyzovat informace týkající se životního prostředí. Její povinností je poskytování včasné, relevantní a spolehlivé informace veřejné správě i veřejnosti.
V čele EEA stojí výkonný ředitel. Prvním ředitel byl v letech 1994 až 2003 Španěl Domingo Jiménez-Beltrán. V letech 2003 až 2013 funkci zastávala profesorka Jacqueline McGlade. Od června 2013 stojí v čele agentury belgický profesor Hans Bruyninckx.